# Prealpi Gardesane Orientali
Le Prealpi Gardesane Orientali (dette anche Catena Bondone-Stivo-Baldo) sono un gruppo montuoso delle Prealpi Bresciane e Gardesane. Si trovano in Trentino-Alto Adige (Provincia di Trento) ed in Veneto (Provincia di Verona). Prendono il nome dal fatto di trovarsi ad oriente del Lago di Garda. In alternativa prendono il nome dalle tre montagne più significative: il Monte Bondone, il Monte Stivo ed il Monte Baldo.

## Classificazione

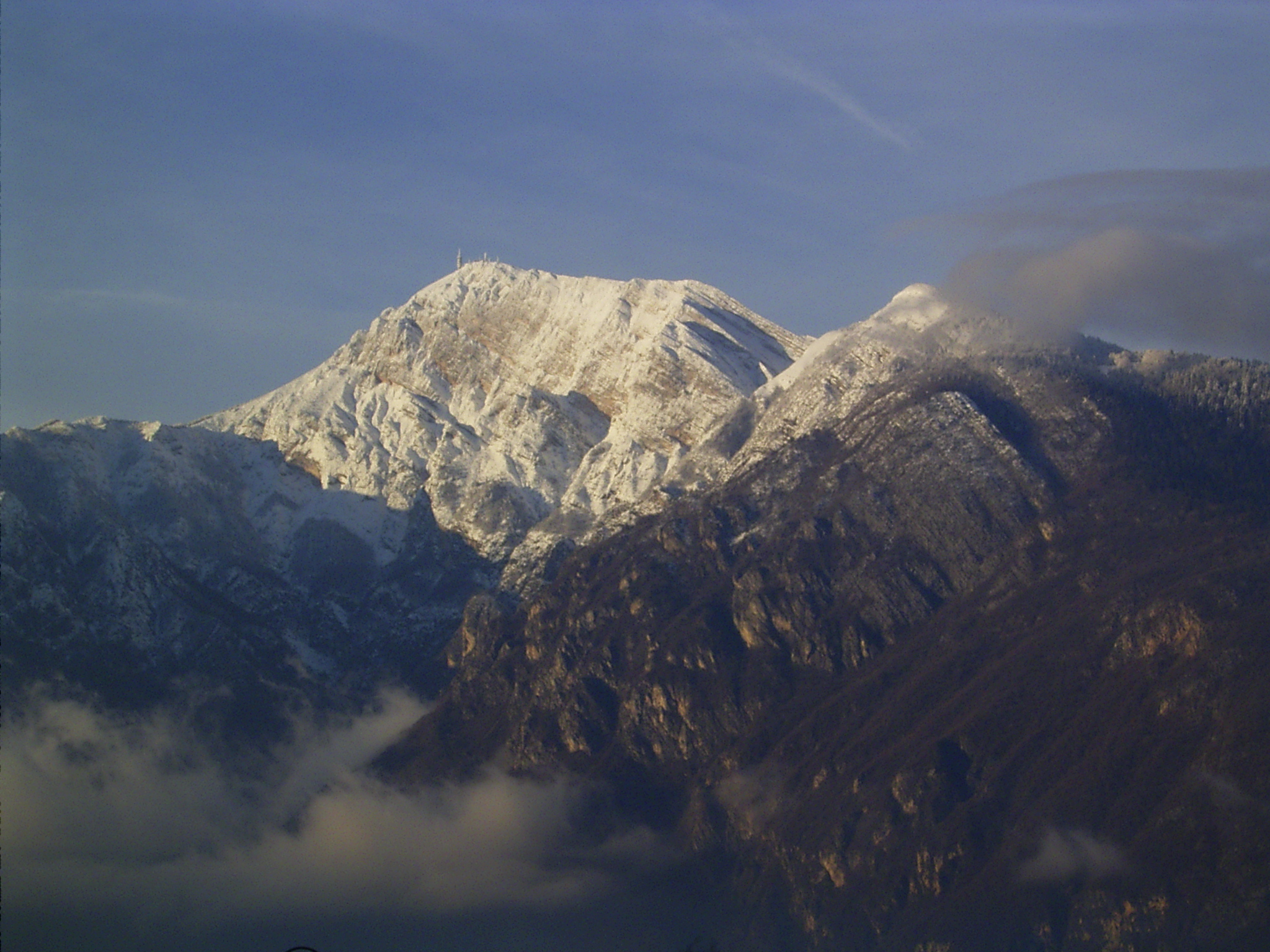
Monte Bondone

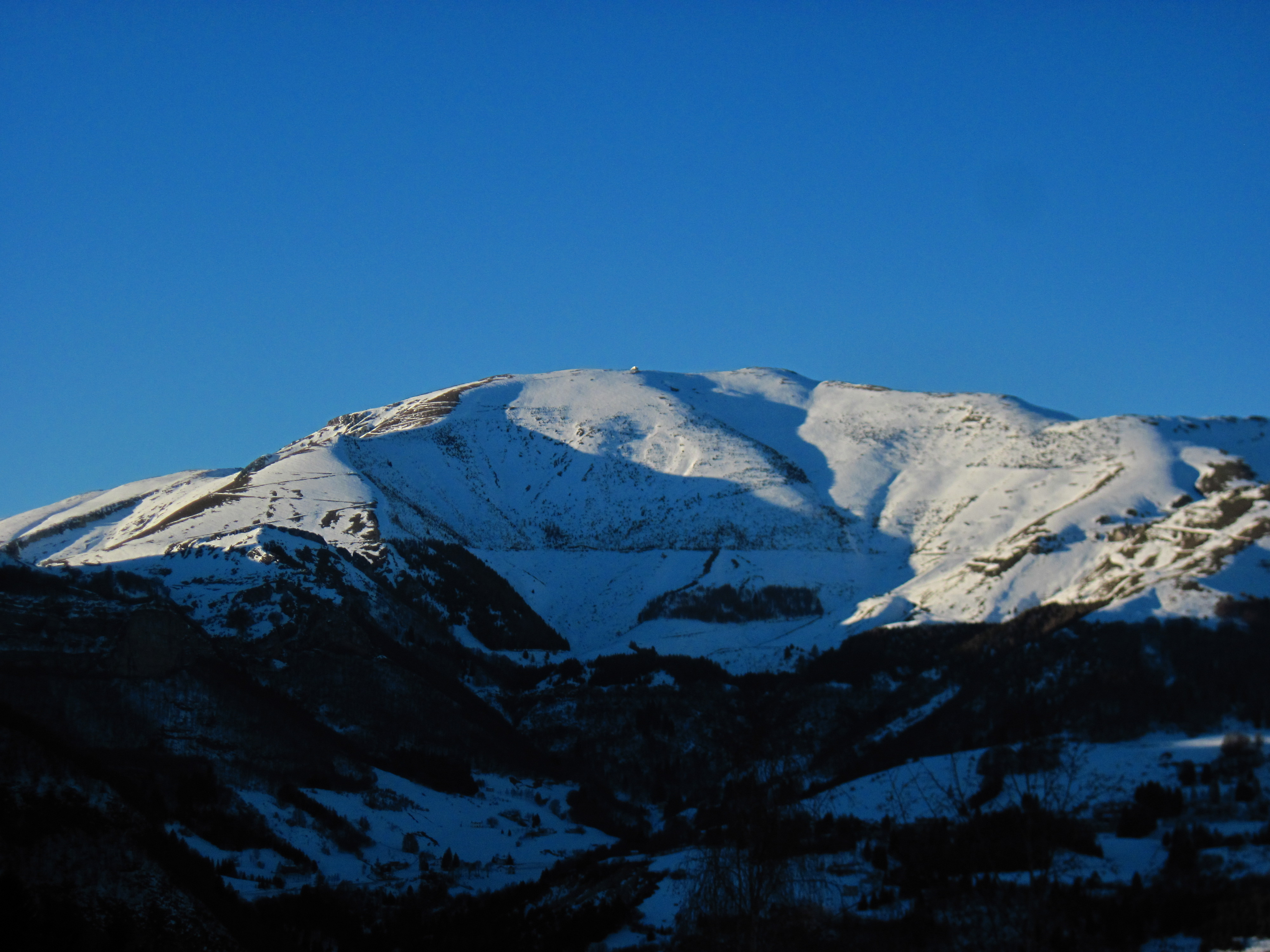
Monte_Altissimo_di_Nago

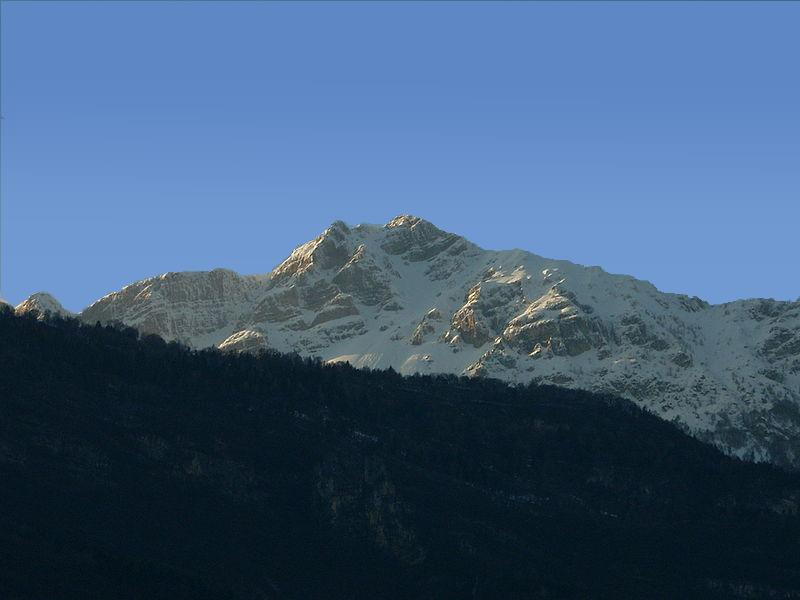
Monte Stivo

Le Prealpi Gardesane Orientali secondo la SOIUSA sono un supergruppo alpino delle Prealpi Gardesane ed hanno come codice della SOIUSA il seguente: II/C-30.II-C.

## Delimitazioni
Ruotando in senso orario i limiti geografici delle Prealpi Gardesane Orientali sono i seguenti: Sella di Narano, Trento, fiume Adige, colline veronesi, Lago di Garda, fiume Sarca, Sella di Narano.

## Suddivisione
Le Prealpi Gardesane Orientali secondo la SOIUSA sono suddivise in due gruppi e quattro sottogruppi:
- Gruppo Bondone-Stivo (6)
  - Sottogruppo del Cornetto di Bondone (6.a)
  - Sottogruppo del Monte Stivo (6.b)
- Catena del Baldo (7)
  - Sottogruppo del Monte Altissimo di Nago (7.a)
  - Sottogruppo del Monte Baldo (7.b)

## Montagne
Le montagne principali sono:
- Monte Baldo - 2.218 m
- Monte Bondone - 2.160 m
- Monte Altissimo di Nago - 2.079 m
- Monte Stivo - 2.059 m